# Буцкая, Татьяна Викторовна
Татьяна Викторовна Бу́цкая (род. 8 мая 1975, Москва, РСФСР, СССР) — российский политический деятель, медик, писательница. Депутат Государственной Думы VIII созыва с 12 октября 2021 года, член фракции «Единая Россия». Известна рядом громких инициатив, связанных с демографической сферой.

## Биография
Татьяна Буцкая родилась 8 мая 1975 года в Москве. В 1999 году окончила Российский государственный медицинский университет им. Пирогова (факультет педиатрии). Работала педиатром, заместителем главного врача клиники «Мать и дитя». В 2004—2017 главный редактор журнала «Роды.ru». Координатор проекта Общероссийского народного фрота (ОНФ) «Материнская платформа „Время рожать“», глава комитета по охране здоровья матери и ребёнка при Совете по охране здоровья и качества жизни Евразийского экономического союза, автор трёх книг: «Короткометражка длиной в 9 месяцев», «Ешь для двоих! Всё о питании для беременных», «Адвокат беременных»..
С 2017 года Буцкая возглавляет Ассоциацию потребителей и производителей детских товаров и услуг «Выбор Родителей» и Общероссийскую общественную организацию поддержки материнства и детства «Совет Матерей». В сентябре 2021 года она была избрана депутатом Государственной Думы VIII созыва от Перовского одномандатного округа № 204 и вошла в состав фракции «Единая Россия».
Из-за вторжения России на Украину Буцкая находится под международными санкциями Евросоюза, США, Великобритании и ряда других стран.
Татьяна Буцкая замужем за Владимиром Буцким. В этом браке родились двое сыновей: Борис (2003) и Андрей (2011).

## Инициативы
В 2020 году Буцкая, будучи руководителем «Совета матерей», предложила ввести налог на бездетность для мужчин и женщин. «Мы говорим о тех, кто сознательно отказывается от решения родить ребёнка. Либо любит детей и рожает, либо не любит и платит за то, что не любит» — заявила она. В 2023 году Буцкая предложила следить за гендерными предпочтениями детей с детского сада: по её мнению, девочки должны играть в «дочки-матери», а мальчики «с машинками и молоточками».
В 2023 году Буцкая предложила законодательно запретить давать девочкам мужские имена, а мальчикам — женские. В пояснительной записке уточнялось, что инициатива связана с участившимися случаями присвоения детям имен, не соответствующих полу. Буцкая рассказала, что «при рождении девочки родителями ей было присвоено имя Михаил», но не привела статистику, подтверждающую её заявления. Имена, подходящие обоим полам, запрещать не предлагалось.
В 2024 году Буцкая предложила «обязать работодателей» следить за рождаемостью детей у сотрудников. «Каждый работодатель на своем рабочем месте должен посмотреть: а какой у вас коэффициент рождаемости? В вашем коллективе? У вас есть плюс один ребёнок в этом году от каждого, кто может родить ребёнка, или нет? Именно так мы должны ставить этот вопрос», — заявила она. В том же году Буцкая заявила, что в 2025 году при её участии будет разработан государственный стандарт на подарки для новорождённых. Она приготовила прайс-лист продукции российского производства с государственной символикой, которая должна закупаться для подарков. «Это не просто российские производители, это когда патриот с рождения, когда у тебя триколор, герб. Уже первая твоя одежда говорит о том, что ты родился в России, что ты нужен для России, ты важен, тебя уже с рождения любят», — обосновала Буцкая своё предложение.
В 2025 году Буцкая сообщила о разработке законопроекта против квадроберов и фурри. Он предполагает запрет на «распространение информации, пропагандирующей идеологию расчеловечивания среди детей».